# Ipomoea tentaculifera
Ipomoea tentaculifera là một loài thực vật có hoa trong họ Bìm bìm. Loài này được Greenm. mô tả khoa học đầu tiên năm 1898.